# Shin Seiki Evangelion: Kōtetsu no Girlfriend
Shin Seiki Evangelion: Kōtetsu no Girlfriend (jap. 新世紀エヴァンゲリオン 鋼鉄のガールフレンド, Shin Seiki Evangelion: Kōtetsu no Gārufurendo, dt. „Neon Genesis Evangelion: Freundin aus Stahl“) ist eine japanische Adventure-Reihe von Gainax. Zum zweiten Spiel erschien auch ein Manga, der in Deutschland unter dem Titel Neon Genesis Evangelion – Iron Maiden bekannt ist.

## Computerspiele

### Shin Seiki Evangelion: Kōtetsu no Girlfriend
1997 erschien der erste Teil für Windows 95. Es ist ein Midquel zur Fernsehserie und führte mit Mana Kirishima (霧島 マナ), gesprochen von Megumi Hayashibara, einen neuen Charakter ein.
Am 13. Februar 1998 erschien eine Umsetzung für Macintosh, am 19. März für Sega Saturn und am 16. April für PlayStation. Am 30. März 2006 erschien ein Sonderausgabe für die PlayStation 2 und am 19. September für Windows.

### Shin Seiki Evangelion: Kōtetsu no Girlfriend 2nd
Am 16. Mai 2003 erschien für Windows ein Sequel. Dessen Handlung ist unabhängig von der des ersten Teils und spielt in der Alternativwelt aus Folge 26 der Fernsehserie in der die Hauptcharaktere teilweise andere Rollen und Verhaltensweisen innehaben.
2003 erschien basierend auf dem Spiel ein Manga, der auch in Deutschland erschien. Publisher war Broccoli.

## Manga

### Handlung
Shinji wohnt zusammen mit seinen Eltern, zu denen er keinen großen Kontakt hat, da sie meistens im Geofront-Laboratorium von NERV arbeiten, in Neo Tokyo-3. Er geht in eine Klasse mit Toji, Kensuke, Asuka, Kaworu und anderen Kindern. Misato Katsuragi ist die Klassenlehrerin und Akagi Ritsuko die Ärztin der Schule. Rei ist etwas offener, nicht ganz so ruhig, aber man merkt ihr die fehlende Lebenserfahrung an. Shinji, Rei, Asuka, Toji und Kaworu sowie Kensuke steuern die EVAs und kämpfen gegen die Engel.

### Veröffentlichung
Der Manga wurde von Kadokawa Shoten ab 2003 im Magazin Asuka veröffentlicht und von Fumino Hayashi gezeichnet. Die Geschichte wurde später in sechs Tankōbon zusammengefasst. Die Reihe erschien unter verschiedenen Titeln ab 2005 im Magazin Newtype in den USA, in Brasilien und Mexiko. Der Manga wurde auch ins Italienische übersetzt. 
In Deutschland erschien die Reihe bei Carlsen Manga als Neon Genesis Evangelion – Iron Maiden vollständig. Die Übersetzung stammt von Alexandra Betz.